# يوكيكو إينوي
يوكيكو إينوي (باليابانية: 乾友紀子؛ بالكانا: いぬい ゆきこ) هي سباحة متزامنة يابانية، ولدت في 4 ديسمبر 1990 في أوميهاتشيمان في اليابان.

## وصلات خارجية
- يوكيكو إينوي على موقع الاتحاد الدولي للسباحة (الإنجليزية)
- يوكيكو إينوي على موقع اللجنة الأولمبية الدولية (الإنجليزية)
- يوكيكو إينوي على موقع أوليمبيديا (الإنجليزية)